# Mary E. Britton
Mary Ellen Britton (Lexington, 1855–1925) fue una médica, educadora, sufragista, periodista y activista de derechos civiles estadounidense de Kentucky. Fue integrante original de la Asociación de Educación Negra de Kentucky, que se formó en 1877. Fue presidenta del Lexington Woman's Improvement Club y más tarde fue fundadora de la Ladies Orphan Society, que fundó el Colored Orphan Industrial Home en Lexington, en 1892. Durante su vida logró muchas cosas a través de los obstáculos que enfrentó. Después de enseñar a niños negros en las escuelas públicas de Lexington, trabajó como médica desde su casa en Lexington. Se especializó en hidroterapia, electroterapia y masajes; y se le concedió oficialmente su licencia para ejercer la medicina en Lexington, Kentucky en 1902, convirtiéndola en la primera mujer médica en obtener la licencia en Lexington.

## Primeros años
Mary Ellen Britton nació como una persona de color libre el 5 de abril de 1855, la única de sus hermanos para quien se puede encontrar un registro de nacimiento. Ella era una de los siete hijos de Laura y Henry Britton que vivían en Mill Street, en algún lugar entre las calles Second y Third  que ahora se encuentra en el distrito histórico de Gratz Park de Lexington, Kentucky . Contrariamente a las oportunidades limitadas que se permitieron a muchos otros afroamericanos de la época, ella y sus hermanos: Susan J. (nacida en 1850), Julia (nacida en 1852), Joseph (también conocido como Josiah, nacido en 1856), Robert H. ( nacido en 1857), Martha (nacido en 1860), William (nacido en 1867) y Hattie (nacido en 1868), Lucy (nacido en 1872) y Thomas Marshall (nacido en 1873) - todos adquirieron una educación clásica.  Su padre Henry era un carpintero nacido libre (nacido alrededor de 1824) de ascendencia española / india que más tarde se convirtió en peluquero en Lexington y Berea. Su madre, Laura Trigg, era una talentosa cantante y músico que había recibido una buena educación bajo la protección de su madre, que era una amante esclavizada del estadista de Kentucky Thomas F. Marshall . Laura se había emancipado a los dieciséis años.
A una edad temprana, a Britton se le ofreció la mejor educación posible para los niños afroamericanos en ese momento: asistir a escuelas privadas creadas con suscripciones de la clase profesional afroamericana de Lexington. En 1859, junto con su hermana mayor Julia Britton Hooks (más tarde conocida como una talentosa música y educadora, así como la primera maestra afroamericana de Berea), Britton asistió a una escuela secundaria en Lexington iniciada por el Sr. William H. Gibson de Louisville, Kentucky .  Más tarde, la familia se mudó a Berea, Kentucky, donde Laura Britton fue contratada como matrona en Berea College.
De 1871 a 1874, asistió a Berea College, la primera institución de educación superior en admitir negros en el estado de Kentucky. En ese momento, la única profesión que se le ofrecía a una mujer educada de cualquier raza era la enseñanza. Mientras estuvo allí como estudiante, también formó parte de la facultad de enseñanza de música instrumental, lo que la convirtió en la primera afroamericana en enseñar a estudiantes blancos en Berea.  Después de la muerte de sus padres (con cuatro meses de diferencia en 1874), Britton dejó Berea para buscar empleo. Enseñó en el Sistema Escolar de Lexington comenzando alrededor de 1876 y terminando en agosto de 1897.

## Carrera profesional
Después de dejar Berea, enseñó en varias escuelas en el centro de Kentucky y abogó por la mejora de la pedagogía en las escuelas afroamericanas. Su trabajo titulado "Cultura literaria del maestro" fue presentado en la segunda reunión de la Asociación de Educación Negra de Kentucky (KNEA) en Louisville en 1879. En la Novena Convención Anual de la KNEA en Danville, pronunció dos discursos, el segundo de los cuales (el 6 de julio de 1887) habló en nombre del sufragio femenino. En su discurso, que luego se publicó como "El sufragio de la mujer: una poderosa agencia en la reforma pública", argumentó que las mujeres, como los hombres, tenían derecho a definir su propio destino dentro de las leyes del país, y que las leyes deberían ser igualmente válidas. aplicado tanto a mujeres como a hombres.  Ella escribió: "Si la mujer es lo mismo que el hombre, entonces ella tiene los mismos derechos, si es distinta del hombre, entonces tiene derecho a votar para ayudar a hacer leyes para su gobierno".  En 1894 presentó "Historia y ciencia de la enseñanza" ante la Asociación Estadounidense de Educadores de Jóvenes de Color en Baltimore, Maryland.
El 15 de abril de 1892, Britton pronunció un discurso ante el Comité de Ferrocarriles conjunto de la Asamblea General de Kentucky en nombre de una delegación de mujeres que protestaban por el proyecto de ley del entrenador independiente. En su discurso, cuestionó las suposiciones de los supremacistas blancos sobre su monopolio de la virtud, la inteligencia y el esteticismo, recordando a los legisladores los horrores de la esclavitud y las atrocidades de los blancos permitidos. También denunció el enfoque segregacionista de castigar a todo un grupo de personas simplemente por su color de piel compartido cuando solo un afroamericano fue condenado y castigado por un crimen cometido. Britton argumentó en nombre de todos los estadounidenses y su derecho a "la vida, la libertad y la búsqueda de la felicidad" y concluyó que una ley basada únicamente en la raza era injusta y antiestadounidense.
Ese mismo año, Britton y otras 19 mujeres se reunieron en la Iglesia St. Paul AME para establecer la Sociedad del Hogar de Damas Huérfanas. Este grupo recaudó el dinero y creó la Casa Industrial Coloured Orphan en Lexington, Kentucky. Esta organización proporcionó alimentos, refugio, educación y capacitación a huérfanos indigentes y mujeres ancianas sin hogar hasta que cerró en 1988
En 1893, probó si la gran "Ciudad Blanca" de Chicago para la Exposición Mundial de Columbia de 1893 estaba abierta a los negros. La participación afroamericana en las exhibiciones había sido muy limitada, lo que provocó convocatorias de protestas. Según Karen Cotton McDaniel, Britton tenía curiosidad por saber si el edificio de Kentucky en la Exposición le permitiría la entrada. Su abierto desafío a la supremacía blanca en la puerta de la exhibición de Kentucky, y la subsecuente "humillación, indignación y otras tensiones que experimentó" fue muy publicitada.
Ella renunció a la enseñanza en 1897 para trabajar en el Sanatorio de Battle Creek en Michigan, donde aprendió sobre hidroterapia, fototerapia, termoterapia, electroterapia y mecanoterapia, las estrategias y principios de salud defendidos por la Iglesia Adventista del Séptimo Día a la que pertenecía. Asistió a clases allí con el American Medical Missionary College y tomó clases en Chicago, graduándose en 1902. Regresó a casa y se convirtió en la primera mujer afroamericana con licencia para ejercer la medicina en Lexington, Kentucky. Después de aproximadamente un año, construyó una casa y una oficina en 545 North Limestone Street (frente a Rand Avenue), donde practicó durante más de veinte años.

## Otros logros
Britton fue miembro original de la Asociación de Educación Negra de Kentucky, que se formó en 1877 para mejorar las escuelas para niños afroamericanos y realizar cambios en todo el estado a través de acciones legislativas. También fue presidenta del Lexington Woman's Improvement Club. El objetivo inicial de este club era "la elevación de la mujer, el enriquecimiento y mejora del hogar, y el fomento del orgullo y el interés por la raza". Durante muchos años, el Club gestionó una Guardería para los hijos de madres trabajadoras.
Sus escritos sobre reforma moral y social se pueden encontrar en periódicos locales como Lexington American Citizen y Lexington Daily Transcript; escribió una columna de mujeres en el Lexington Herald (firmada "Meb"). También escribió para Cleveland Gazette, Indianapolis World, Baltimore Ivy y American Catholic Tribune en Cincinnati.

## Muerte
La Dr. Britton nunca se casó ni tuvo hijos. La mayoría de sus hermanos murieron antes que ella, la mayoría a una edad temprana. Marta y José murieron en la infancia en algún momento después de 1860; Hattie se pegó un tiro en la cabeza a los 23 años mientras vivía con su hermana Julia en Memphis. Thomas, su hermano menor, se convirtió en un exitoso jinete, pero en 1901, a la edad de 28 años y prohibido en muchas pistas de carreras, se suicidó bebiendo ácido carbólico. Lucy se había casado con Will F. "Monk" Overton (un jockey cuya carrera también fue anulada por Jim Crow), pero murió a los 30 años de una nefritis aguda.   En 1914 murió la hermana mayor, Susan, esposa de un prominente peluquero afroamericano de Lexington llamado Benjamin Franklin. La Dra. Britton se retiró de su práctica médica a la edad de 68 años en 1923.
Mary E. Britton murió en el Hospital St. Joseph de Lexington el 27 de agosto de 1925, pocas horas después de haber sido admitida. La Blue Grass Medical Society publicó una proclamación en el Lexington Leader (30 de agosto de 1925) en la que describía su estima por su trabajo y carácter. El funeral se llevó a cabo en su casa / oficina en North Limestone y fue enterrada en el cementerio Greenwood segregado de Lexington (ahora conocido como Cove Haven).   Ella legó la mayor parte de su patrimonio a su hermana Julia Britton Hooks y a los hijos de Julia, y entregó su biblioteca a la Iglesia Adventista del Séptimo Día.